# Pallamano Ragusa
La Pallamano Ragusa, conosciuta come Andimoda Ragusa per motivi di sponsorizzazione, è una società di pallamano di Ragusa, attualmente militante in Serie B Area 9, quarta serie del campionato italiano di pallamano maschile.

## Storia
Nata nel 2012 sulle ceneri della Pallamano Reùsia con il nome di Pallamano Crazy Reùsia, nell'estate del 2020 ha cambiato la propria denominazione in Pallamano Ragusa. Nonostante la giovane età, può vantare una partecipazione alla massima serie nella stagione 2017-2018, frutto di due promozioni consecutive tra il 2016 e il 2017.

## Rosa 2022-2023

### Giocatori
| N  | Naz               | Ruolo        | Giocatore           |
| -- | ----------------- | ------------ | ------------------- |
| 1  | Italia (bandiera) | Portiere     | Salvatore Carbone   |
| 20 | Italia (bandiera) | Portiere     | Matteo Mirotta      |
| 70 | Italia (bandiera) | Portiere     | Alessandro Bandiera |
| 2  | Italia (bandiera) | Centrale     | Alessandro D'Arrigo |
| 5  | Italia (bandiera) | Pivot        | Daniele Buffolino   |
| 7  | Italia (bandiera) | Ala sinistra | Flavio Giummarra    |
| 10 | Italia (bandiera) | Ala sinistra | Gabriele Giummarra  |
| 21 | Italia (bandiera) | Ala destra   | Andrea Mazzone      |
| 24 | Italia (bandiera) | Pivot        | Marco Causarano     |
| 34 | Italia (bandiera) | Pivot        | Gaetano Ciavorella  |
| 46 | Italia (bandiera) | Pivot        | Giorgio Guastella   |

### Staff
- Allenatore:  Adam Klimek
- Fisioterapista:  Tiziana Mingrino
- Massaggiatore:  Andrea Palazzolo